# 李继韬
李继韬（9世纪—924年1月20日），小字留得，五代十国时期后梁和后唐将领。父李嗣昭为晋王李存勖（后来的后唐庄宗）的养堂兄，也是后唐的前身晋国的一员受尊敬的大将，但李嗣昭死后，李继韬接管了他的辖区，转投晋国、後唐的主要竞争对手后梁。后唐灭后梁后，庄宗起初想赦免李继韬，但后来发现他仍在图谋反对朝廷统治，于是将其诛杀。

## 家世
李继韬生年不详，仅知其弟李继忠生于896年。父李嗣昭是晚唐大军阀河东节度使李克用的养侄，母杨氏是李嗣昭的妻子，很善于理财，故李嗣昭家变得极富。据《李继忠墓志》，李嗣昭有八子，李继韬有兄长李继俦及弟李继忠、李繼達、李继能、李继袭、李继远、李继镕，其中李继达、李继镕生母不详，其余六人都是杨氏所生。杨夫人储存的大量钱财对李嗣昭行军有帮助，如天祐四年（907年）—五年（908年），时任晋王李克用（李克用死后由其子继承人李存勖袭爵）麾下昭义节度使的李嗣昭被李克用的主要竞争对手后梁太祖朱全忠围困于昭义军部潞州，杨夫人的财物使他得以在被围的情况下供养军队。李继韬少年时就狡狯无赖。

## 控制安义（匡义）
十九年（922年），在李存勖命令下，李嗣昭率晋军对抗张处瑾。张处瑾的父亲张文礼先前领导针对李存勖盟友赵王王镕的兵变，杀死王镕，接管赵地，死后将地盘留给张处瑾。四月，李嗣昭在与赵国叛军的一场战斗中丧生，李存勖命李嗣昭诸子护其丧车回晋都太原安葬。李继能却无视李存勖命令，聚集其父的数千昭义牙兵，拥丧车归潞州。李存勖派弟弟李存渥追赶他们，重申李存勖之命。李继能及其兄弟不但不遵李存勖之命，还想杀李存渥，李存渥逃回晋都。
当时，李继韬兄长李继俦任泽州刺史，应在李嗣昭死后继承军镇，也是李存勖中意的继承人。但李继俦为人懦弱，在苫庐守丧时，李继韬趁机软禁他，上表李存勖，称被士兵逼迫，只好自为留后。李存勖面临赵国叛军、后梁和契丹帝国多线作战，只得退让，改昭义为安义以避李嗣昭讳，以李继韬为留后。
李继韬虽然被任为留后，却不满现状。晋军军前粮饷不足，租庸计请潞州转米五万贮于相州，李继韬称经费不足，请求只转三万。被李继韬委以政务的幕僚魏琢、牙将申蒙也试图说服他晋国无人，终将被后梁所并。李继韬起初未决。
二十年（923年）三月，李存勖正意图作为唐朝正统继承人称帝，召昭义监军宦官张居翰和节度判官任圜去他所在的魏州，意在给他们在新朝廷之中安排职务，但李继韬却对李存勖的企图愈发担忧。魏琢、申蒙说服李继韬，这是李存勖要向张居翰等询问李继韬的事，意在诛杀他，李继韬的弟弟李继远也附和，称有家财百万、仓储十年，应该自己打算，不要受制于人。李继韬派李继远去后梁都城大梁，以安义降梁。后梁皇帝朱瑱大喜，改安义为匡义，以李继韬为节度使，授宰相荣衔同中书门下平章事。李继韬也派年幼的二爱子去大梁为质。同时，他害怕李存勖来攻，散财招募士兵加入他的军队，尧山人郭威也在其中，好斗有力气，又好酒，李继韬奇之，郭威多次犯法犯禁，李继韬也都纵容。郭威因杀人而下狱，李继韬惜他有才有勇，放走了他，后来又召到麾下。
他麾下的泽州刺史裴约为李嗣昭生前亲信，拒绝随李继韬归梁，召集本州人说：“我事故节度使，已二纪（二十四年）有余，每见他分财给士兵，志在平定仇人，不幸薨殁。如今郎君父丧未葬，就背弃君亲，我可以在這裏自刃而死，不能随之归梁。”众人都感泣。朱瑱派骁将董璋攻之。这时契丹犯燕、蓟之地，枢密使郭崇韬奏称：“汴寇（即后梁）未平，继韬背叛，北边捍御，非李存审不可。”于是在病中的时任内外蕃汉马步总管李存审被充卢龙节度使。
李继韬倒戈正值梁、唐在黄河相持，庄宗有忧色，闰四月，召养兄横海军节度使李嗣源于帐中，说：“继韬以上党降梁，而梁正急攻泽州，我出不意袭郓州，以断梁右臂，可以吗？”李嗣源应命，袭破郓州。
裴约拒战很久，告急于已建立后唐皇朝称帝即庄宗皇帝的李存勖。庄宗仍在与梁军相持，得知昭义军只有裴约不背叛，知道他是忠臣，很高兴，对诸将说：“朕对继韬薄吗，对裴约厚吗？裴约能分逆顺，不附贼党，先兄何等不幸，生此鸱枭！”虽然派兵相救，但救兵未到，董璋已于八月攻破泽州，杀裴约。
唐失去德胜城后，梁军每日掠澶州、相州，取黎阳、卫州，契丹数次进犯幽州、涿州，李继韬的背叛使唐局势依旧严峻，唐诸将都忧惑以为成败未可知。

## 身亡
同年十月，庄宗在一次奇袭中攻陷大梁，城陷之际，朱瑱自杀，后梁灭亡。后梁领地为后唐所控制。庄宗入大梁，抓到李继韬二子，对他们说：“你们如此年幼，已经能帮你们的父亲谋反了。你们长大了能做什么呢？”
十二月，得知大梁陷落，李继韬震恐，不知所措。他想放弃职位，逃到契丹。不久，他收到庄宗召他的命令。李继远称他应该至少守住城池，去面见庄宗意味着马上就要死；但其他人称李继韬将因李嗣昭的大功而蒙赦，且庄宗论关系也是李继韬的堂叔，又有母亲保全。李继韬不顾李继远反对，决意遵旨。杨夫人收集财物，带了四十万两银子，和李继韬一同去被庄宗定为都城的洛阳，一到达，她就贿赂庄宗最宠爱的宦官和伶人，他们因而为李继韬说情，称他为奸人所惑，应看在李嗣昭面子上予以赦免，不可令李嗣昭无后。杨夫人还见了庄宗及其宠妾刘夫人，哭泣请死，乞求饶李继韬一命，并陈说李嗣昭功勋。庄宗被感动，因而下诏赦免李继韬，将他留在宫中，予以善待，带他一同打猎，达一月有余。事实上，这时他还被认为合法的安义（名字已改回）节度使，并加检校太保、同中书门下平章事。
但李存渥仍为李继韬兄弟谋杀他一事所怒，反复指责李继韬，李继韬因而害怕。他贿赂庄宗左右，让他们请求将他遣回安义。但庄宗不同意。李继韬因而秘密送信给李继远，要他让士兵放火以示不满，希望一旦此事发生，庄宗就将遣他回镇安抚士兵。但此信被拦截下来。庄宗发现后，贬李继韬为登州长史，随后以其有再度谋叛之罪下令将他斩杀于于天津桥南，其二子一并处决。庄宗又遣使去上党斩李继远。李继韬麾下牙兵被分配隶属从马直，其中就有郭威，得补为军吏。
李继韬死后，家室及婢女、仆人、珍玩等为奉命权知潞州的李继俦所据，李继俦纳妓妾，搜刮钱财享乐，被召还京师也不立即出发。李继达见兄弟、侄子四人被杀，而兄长却无骨肉之情如此贪淫，又率麾下攻杀李继俦，随即也败死。此时距李继韬伏诛仅六天。
李继韬伏诛后，其生前所宠牙将杨立常想作乱，最终于同光二年（924年）四月发动兵变，五月被平定。